# 산자연학교
산자연학교는 경상북도 영천시 화북면에 위치한 중학교 과정의 각종학교이다.
산자연중 인스타 아이디: sanjayeon_middle_school
산자연중 사진부 인스타 아이디: san_photo.club

## 학교 연혁
- 2003년 : 오산자연학교 개교
- 2007년 : 산자연학교 개교(초등학교 과정)
- 2009년 : 중학교 과정 개설
- 2010년 : 초대교장 정홍규(아우구스티노) 신부 취임
- 2012년 : 고등학교 과정 개설
- 2014년 : 학력인정 (중학교 과정만 운영)
- 2015년 : 제1회 졸업

## 참고자료
- 산자연중학교 - 한국교육학술정보원 학교알리미